# Passy (metrostation)
Passy is een station van de metro in Parijs langs metrolijn 6 in het 16e arrondissement. Het metrostation ligt zowel ondergronds als bovengronds. De naam is afgeleid van het vroegere dorp Passy.

## Geschiedenis
Het station werd geopend op 6 november 1903 als terminus van de toenmalige metrolijn 2 Sud. Op 24 april 1906 werd de lijn doorgetrokken naar de linkeroever van de Seine, in het kader van de verlenging naar station Place d'Italie. Vanaf 14 oktober 1907 lag het station langs metrolijn 5. Op 6 oktober 1942 werd het traject tussen station Place d'Italie en station Charles de Gaulle - Étoile overgeheveld van metrolijn 5 naar metrolijn 6.

## Aansluitingen
- Bus (RATP): 72

## In de omgeving
- Pont de Bir-Hakeim, geklasseerd monument, opgetrokken in 1906, onderdeel van metrolijn 6
- Maison de Radio France

Charles de Gaulle - Étoile · Kléber · Boissière · Trocadéro · Passy · Bir-Hakeim · Dupleix · La Motte-Picquet - Grenelle · Cambronne · Sèvres - Lecourbe · Pasteur · Montparnasse - Bienvenüe · Edgar Quinet · Raspail · Denfert-Rochereau · Saint-Jacques · Glacière · Corvisart · Place d'Italie · Nationale · Chevaleret · Quai de la Gare · Bercy · Dugommier · Daumesnil · Bel-Air · Picpus · Nation